# Diglossa duidae
Diglossa duidae là một loài chim trong họ Thraupidae.